# ولادیمیر رومانوفسکی
ولادیمیر رومانوفسکی (انگلیسی: Vladimir Romanovsky; ۲۱ ژوئن ۱۹۵۷ – ۱۳ مهٔ ۲۰۱۳) قایقران کانو بلاروسی‌تبار اهل شوروی بود.